# Мартинелли, Доменико
Доменико Мартинелли (итал. Domenico Martinelli; 30 ноября 1650[…], Лукка, Тоскана — 11 сентября 1718[…], Лукка, Тоскана) — священник и архитектор из Вены, итальянец по происхождению.

## Биография
Родился в городе Лукка, Тоскана. Рукоположён в священники. Искусство и архитектуру изучал в Академии св. Луки в Риме.
Работал в других городах: Варшава, Прага, в Нидерландах, в Вене и в Пожоне (Братислава), впоследствии эмигрировал в Австрийскую империю.
При построении барочного дворца Славков-у-Брно Мартинелли создал ансамбль, куда вошли дворец князя Кауница с циркумференциями и курдонёром, а также перепланировал придворцовое поселение и создал в нём новую приходскую церковь.
В Вене разработал проект дворца Лихтенштейн (выстроен в 1692—1702 гг.), созданный по образцу дворца Киджи-Одескальки. Сооружение понравилось и стало своеобразным образцом для нескольких дворцов австрийской столицы.

## Избранные работы

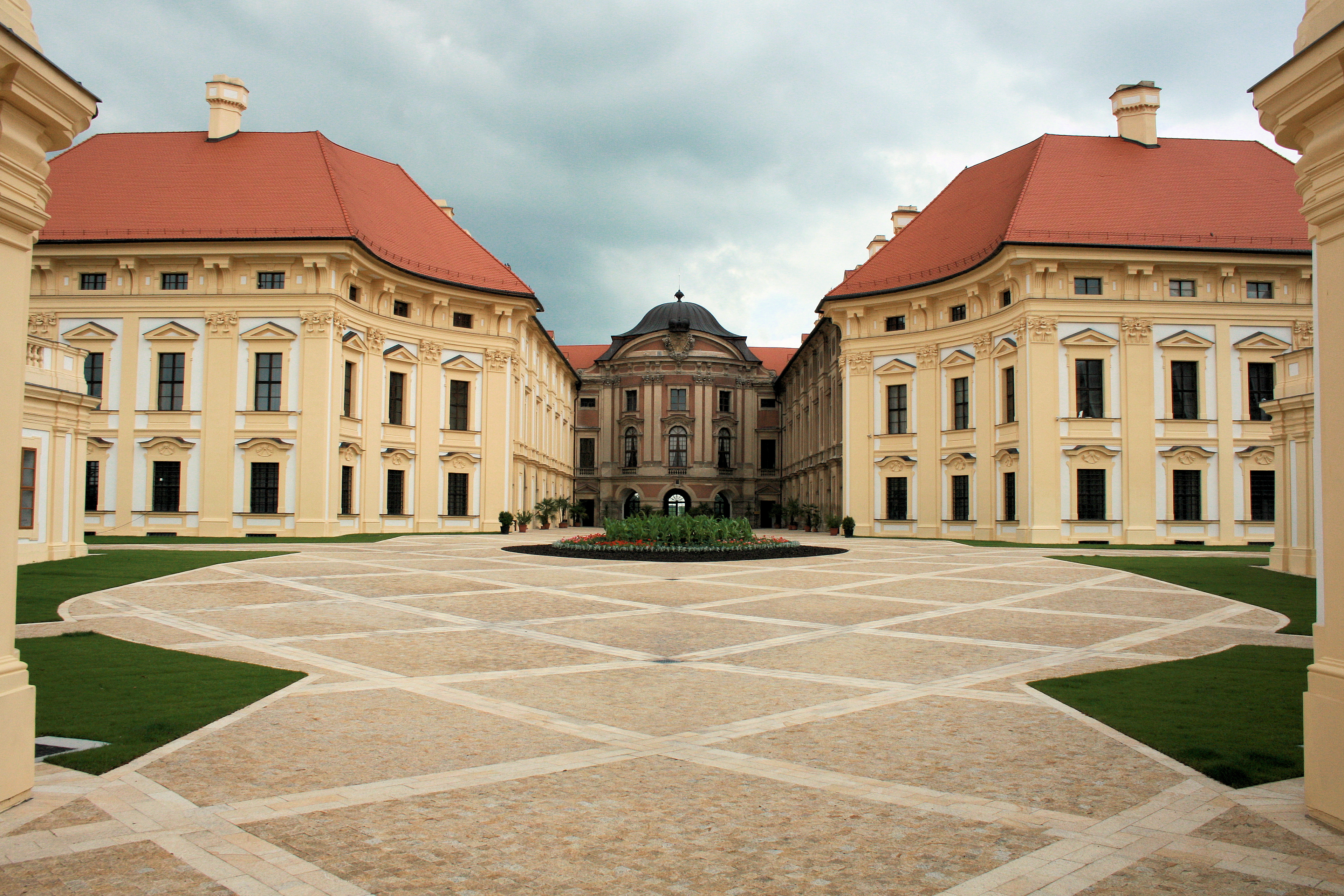
Дворец Славков-у-Брно. Парадный двор после восстановления (2010 г.)

- Монастырь Сан Николо Новелло, Лукка
- Штернбергский дворец, Прага, проект
- Дитрихштейнский дворец, проект, Брно
- Дворец Гаррах, 1690 г., проект
- Дворец Славков-у-Брно проект, (бывший замок Аустерлиц), Моравия, построенный 1696 г.
- Часовня Св. Урбана, Дворец Славков-у-Брно, проект
- Камальдульский монастырь близ Нитры (разрушен)
- Костёл Марии Магдалины, Русинов, 1702 г.
- Приходской костёл св. Вацлава, Русинов
- Дворец Лихтенштейн, проект, Вена, построен в 1692—1702 гг.
- Колодее (замок) (Прага), построен в 1706—1712 гг., перестроен из барокко в ампир в 1810 г.